# Partyman
Singles de Prince
Batdance
(1989) The Arms of Orion
(1989)
Partyman est une chanson de Prince. Elle apparaît en quatrième piste de l'album Batman et est le deuxième single extrait de ce dernier (après Batdance). La chanson est l'une des rares de l'album à paraître dans le film (dans la scène où le Joker et ses hommes sabotent les tableaux du musée d'art de Gotham City avant de rencontrer Vicki Vale).
Le titre comporte des échantillons de cor d'harmonie et une voix accélérée de Prince provenant du projet Camille, ainsi qu'une performance vocale d'Anna Fantastic (en).
La face-B Feel U Up est une chanson du projet Camille qui sera plus tard disponible sur la compilation The Hits/The B-Sides. Le titre Feel U Up a été à l'origine coupé en 1981 et réenregistré en 1986 pour l'album Camille. Bien que la chanson soit destinée à un projet totalement différent, les arrangements de l'orchestre et le chants honorent parfaitement Partyman. 
Le titre Partyman (The Purple Party Mix) sur la version CD, qui commence par des samples de cordes, contient des textes différents. Le titre Partyman (Partyman Music Mix) est quant à lui la musique instrumentale de Partyman (The Purple Party Mix).

## Liste des titres
| A. | Partyman (LP Version)    | 3:11 |
| B. | Feel U Up (Short Stroke) | 3:42 |

| A. | Partyman (Video Mix)    | 6:18 |
| B. | Feel U Up (Long Stroke) | 6:31 |

| 1. | Partyman (The Purple Party Mix) (remix) | 6:02 |
| 2. | Partyman (Partyman Music Mix) (remix)   | 4:31 |
| 3. | Partyman (The Video Mix) (remix)        | 5:40 |
| 4. | Feel U Up (Short Stroke)                | 3:42 |

## Clip
La chanson est accompagnée d'un clip produit par Propaganda Films. Il est considéré par les fans comme l'un des meilleurs du chanteur[réf. nécessaire]. Prince y est représenté en costume du Joker avec un maquillage séparant le visage en deux afin de symboliser le bien et le mal.
Dans la version longue du clip, Prince donne une banane à un chimpanzé portant un t-shirt Batman. Celui-ci l'ouvre et constate qu'elle est en carton et qu'il y a écrit « Psyche » (qui peut se traduire par « Je t'ai eu ») dessus. C'est une réponse directe à la pique de Michael Jackson un an auparavant dans son film Moonwalker.

## Accueil
Le titre reçoit un accueil mitigé, par exemple : 18e place au Billboard Hot 100 (États-Unis) et 14e place au UK Singles Chart (Royaume-Uni).

### Charts
| Pays             | Chart                              | Meilleure position | Réf   |
| ---------------- | ---------------------------------- | ------------------ | ----- |
| États-Unis       | Billboard Hot 100                  | 18                 | [ 1 ] |
| États-Unis       | Hot R&B/Hip-Hop Songs              | 5                  | [ 1 ] |
| États-Unis       | Hot Dance Music                    | 21                 | [ 1 ] |
| États-Unis       | Dance Music / Club Play            | 45                 | [ 1 ] |
| Royaume-Uni      | UK Singles Chart Billboard Hot 100 | 14                 | [ 2 ] |
| Suisse           | Swiss Music Charts                 | 25                 | [ 3 ] |
| Pays-Bas         | MegaCharts                         | 16                 | [ 4 ] |
| Australie        | ARIA Charts                        | 38                 | [ 5 ] |
| Nouvelle-Zélande | Rianz                              | 16                 | [ 6 ] |